# Mikko Luoma
Mikko Luoma (* 22. Juni 1976 in Jyväskylä) ist ein finnischer Eishockeyspieler, der zuletzt beim HC Bozen in der Erste Bank Eishockey Liga unter Vertrag stand.

## Karriere
Mikko Luoma begann seine Karriere als Eishockeyspieler in seiner Heimatstadt bei Diskos Jyväskylä, mit dessen Profimannschaft er 1995 und 1997 in die zweitklassige I divisioona aufstieg. Von 1998 bis 2000 spielte der Verteidiger für dessen Stadtrivalen JYP Jyväskylä in der SM-liiga, ehe er drei Jahre lang bei Tappara Tampere unter Vertrag stand. Mit Tappara wurde er in der Saison 2002/03 erstmals Finnischer Meister, nachdem er in den beiden Jahren zuvor jeweils mit seiner Mannschaft in den Finalspielen gescheitert war. Während seiner Zeit in Tampere wurde der Linksschütze im NHL Entry Draft 2002 in der sechsten Runde als insgesamt 181. Spieler von den Edmonton Oilers ausgewählt, die ihn im Sommer 2003 nach Nordamerika beorderten. Dort wurde er allerdings nur drei Mal von den Oilers in der National Hockey League eingesetzt, während er die gesamte restliche Zeit in deren Farmteam aus der American Hockey League, den Toronto Roadrunners verbrachte. 
Zur Saison 2004/05 kehrte Luoma nach Europa zurück, wo er bei den Malmö Redhawks aus der schwedischen Elitserien unterschrieb, mit denen er am Saisonende den Klassenerhalt verfehlte. Statt mit dem Team in die zweitklassige HockeyAllsvenskan zu gehen, unterschrieb er beim Linköpings HC, mit dem er 2007 im Playoff-Finale MODO Hockey unterlag. Daraufhin verließ der Nationalspieler den Verein und spielte zwei Jahre lang für den HV71, mit dem er in der Saison 2007/08 die Schwedische Meisterschaft gewann. In der folgenden Spielzeit erreichte der ehemalige NHL-Spieler erneut mit HV71 die Finalspiele, musste sich mit seinem Team jedoch dem Rivalen Färjestad BK geschlagen geben. Zudem stand er in der Saison 2008/09 in alle vier Gruppenspielen der neugegründeten Champions Hockey League auf dem Eis, wobei er eine Vorlage gab. 
Für die Saison 2009/10 unterschrieb der Finne bei Atlant Mytischtschi aus der Kontinentalen Hockey-Liga, kehrte aber ein Jahr später zum HV71 zurück. Beim HV71 gehörte er in den folgenden zwei Spielzeiten zu den offensivstärksten Verteidigern. In der Saison 2012/13 ließ seine Punkte-Produktivität nach, so dass er keine weitere Vertragsverlängerung erhielt und zu JYP zurückkehrte.

### International
Für Finnland nahm Luoma an den Weltmeisterschaften 2006 und 2008 teil.

## Erfolge und Auszeichnungen
| - 1995 Aufstieg in die I divisioona mit Diskos Jyväskylä - 1997 Aufstieg in die I divisioona mit Diskos Jyväskylä - 2001 Finnischer Vizemeister mit Tappara Tampere - 2002 Finnischer Vizemeister mit Tappara Tampere | - 2003 Finnischer Meister mit Tappara Tampere - 2007 Schwedischer Vizemeister mit dem Linköpings HC - 2008 Schwedischer Meister mit dem HV71 - 2008 Gewinn der Salming Trophy (Bester Verteidiger der Elitserien) - 2009 Schwedischer Vizemeister mit dem HV71 |

### International
- 2006 Bronzemedaille bei der Weltmeisterschaft
- 2008 Bronzemedaille bei der Weltmeisterschaft

## Statistik
(Stand: Ende der Saison 2010/11)